# Agrypon melleum
Agrypon melleum är en stekelart som först beskrevs av Cresson 1872.  Agrypon melleum ingår i släktet Agrypon och familjen brokparasitsteklar. Inga underarter finns listade i Catalogue of Life.